# Bobby King (Bluesmusiker)
Robert L. King (* 29. Januar 1941 in Jefferson County (Arkansas); † 22. Juli 1983 in Chicago) war ein US-amerikanischer Blues-Gitarrist, Sänger und Songwriter. Er arbeitete mit Hank Ballard, Bobby Bland, Lee „Shot“ Williams, Eddy Clearwater, Freddie King, Lonnie Johnson, The Aces und Sonny Thompson. Obwohl er eher als Studiomusiker in Erinnerung bleiben dürfte, veröffentlichte er zwischen 1962 und 1975 vier Singles und ein Album. Nach einer gewalttätigen Auseinandersetzung in einem Nachtclub in Chicago starb er an den Folgen seiner Verletzungen im Alter von 42 Jahren.

## Biografie
Geboren in Arkansas, wurde Bobby King von der Musik von Fenton Robinson und Larry Davis geprägt, bevor er nach Chicago zog, nach einem kurzen Zwischenstopp 1959 in St. Louis, Missouri. Er arbeitete vor allem in Clubs der West Side Chicagos.
Mit seinem vom Jazz beeinflussten Gitarrenstil wurde er gern als Studiomusiker gebucht. Er arbeitete mit bekannten Musikern wie Lee „Shot“ Williams, Eddy Clearwater und Freddie King. Er ging mit Größen wie Bobby Bland und Hank Ballard auf Tour. Seine Debütsingle Thanks Mr. Postman, eine Art Antwort auf den populären Song Please Mr. Postman, erschien 1962. Drei weitere Singles folgten, ohne jedoch kommerziell sonderlich erfolgreich zu sein.
Kings Debütalbum Chaser (1975), eine Liveaufnahme, wurde zunächst vom französischen Label MCM Records veröffentlicht (später auch bei Storyville). 1976 erhielt er dafür den Prix Big Bill Broonzy. King plante eine Tour durch Europa und Japan, doch bei einer gewalttätigen Auseinandersetzung im Club Louise’s erlitt er schwere Verletzungen, an denen er schließlich starb. Er wurde nur 42 Jahre alt.

## Diskografie

### Singles
- 1962: Thanks Mr. Postman / Two Telephones
- 1964: What a Day, What a Night / W-A-S-T-E-D
- 1968: Froggy Bottom Pt. 1 / Froggy Bottom Pt. 2
- 1973: Let Me Come on Home / What Made You Change Your Mind

### Album
- 1975: Chaser